# ترييستي

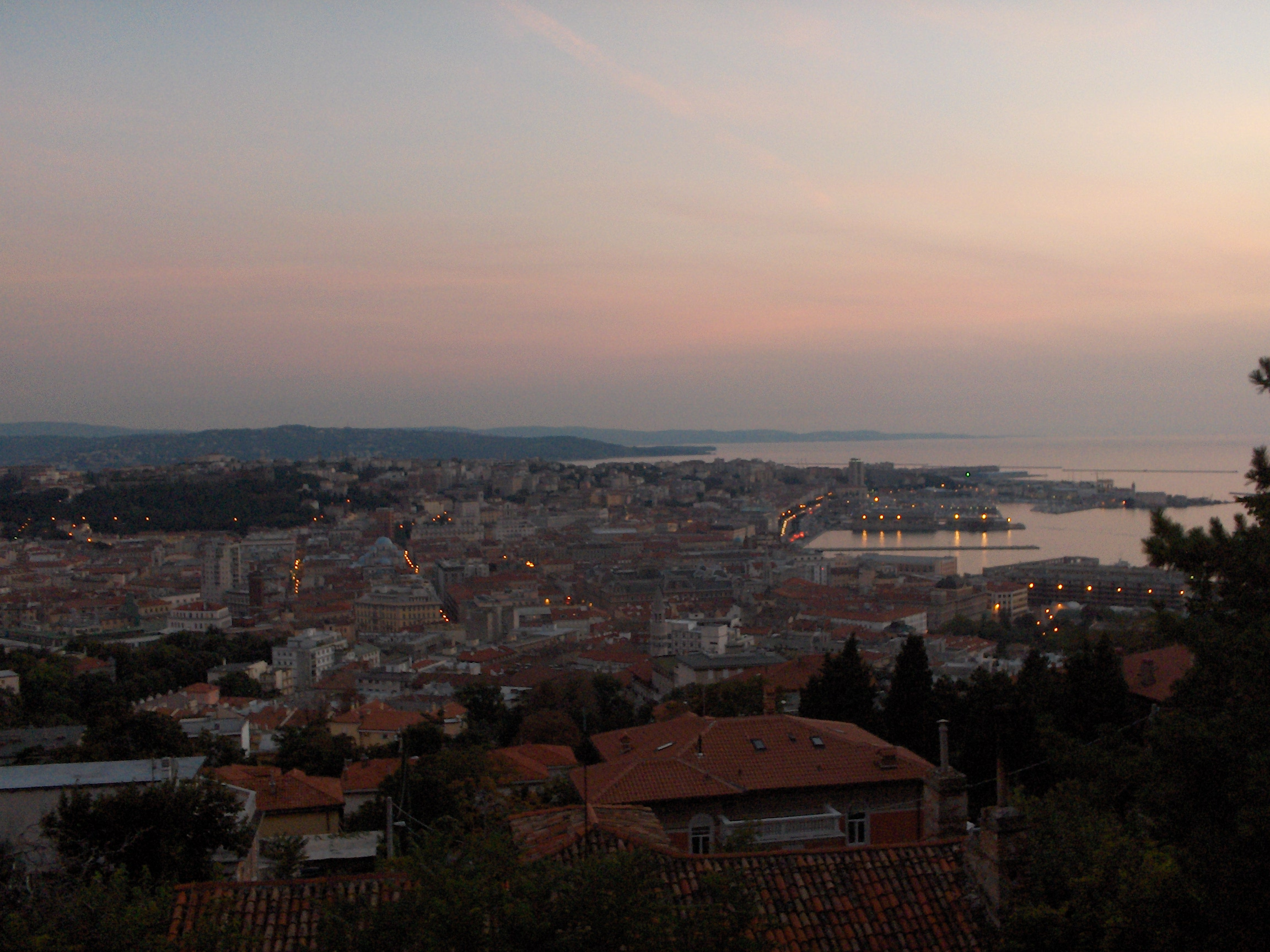
إصطاجانكو

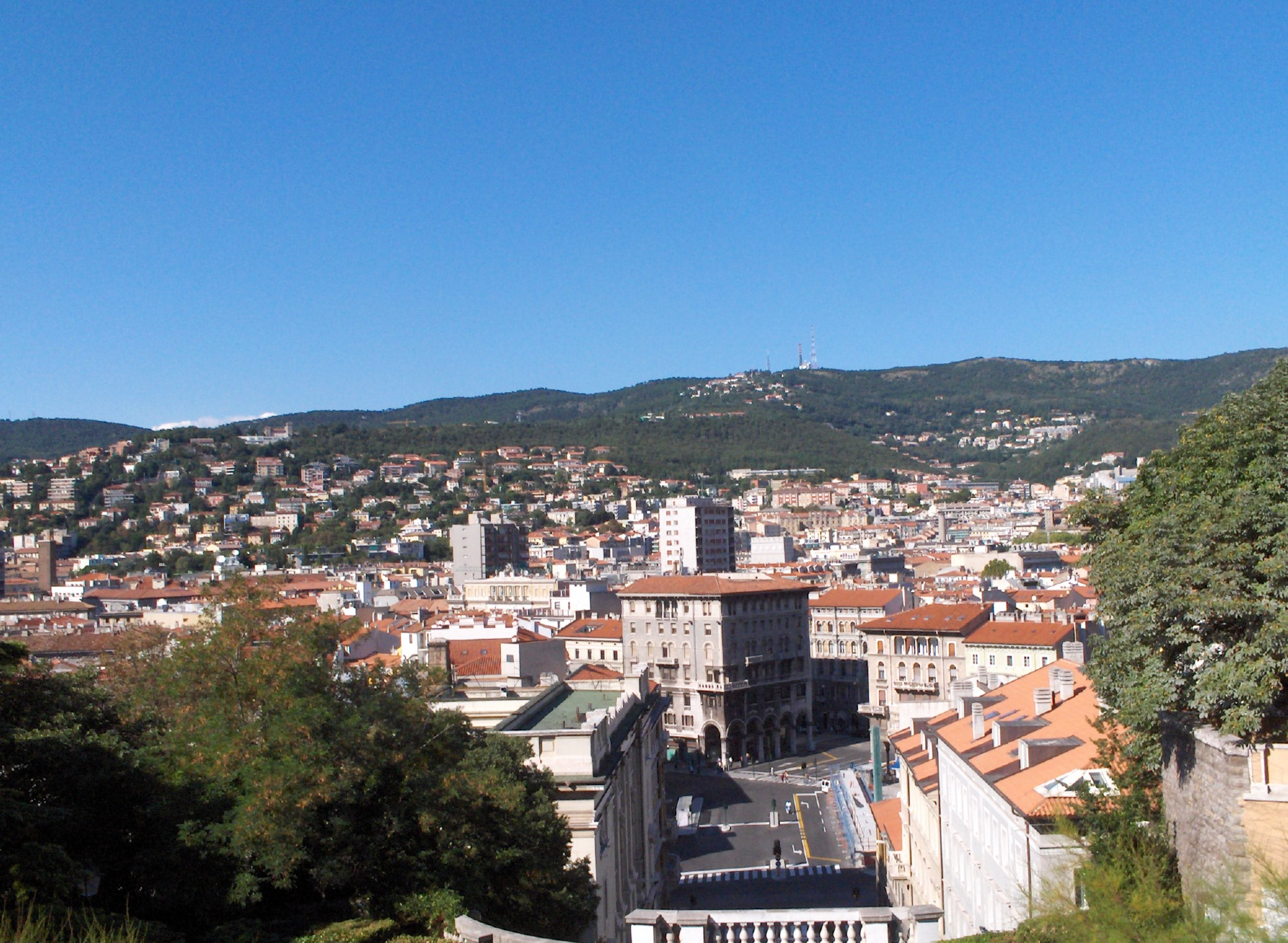
إصطاجانكو

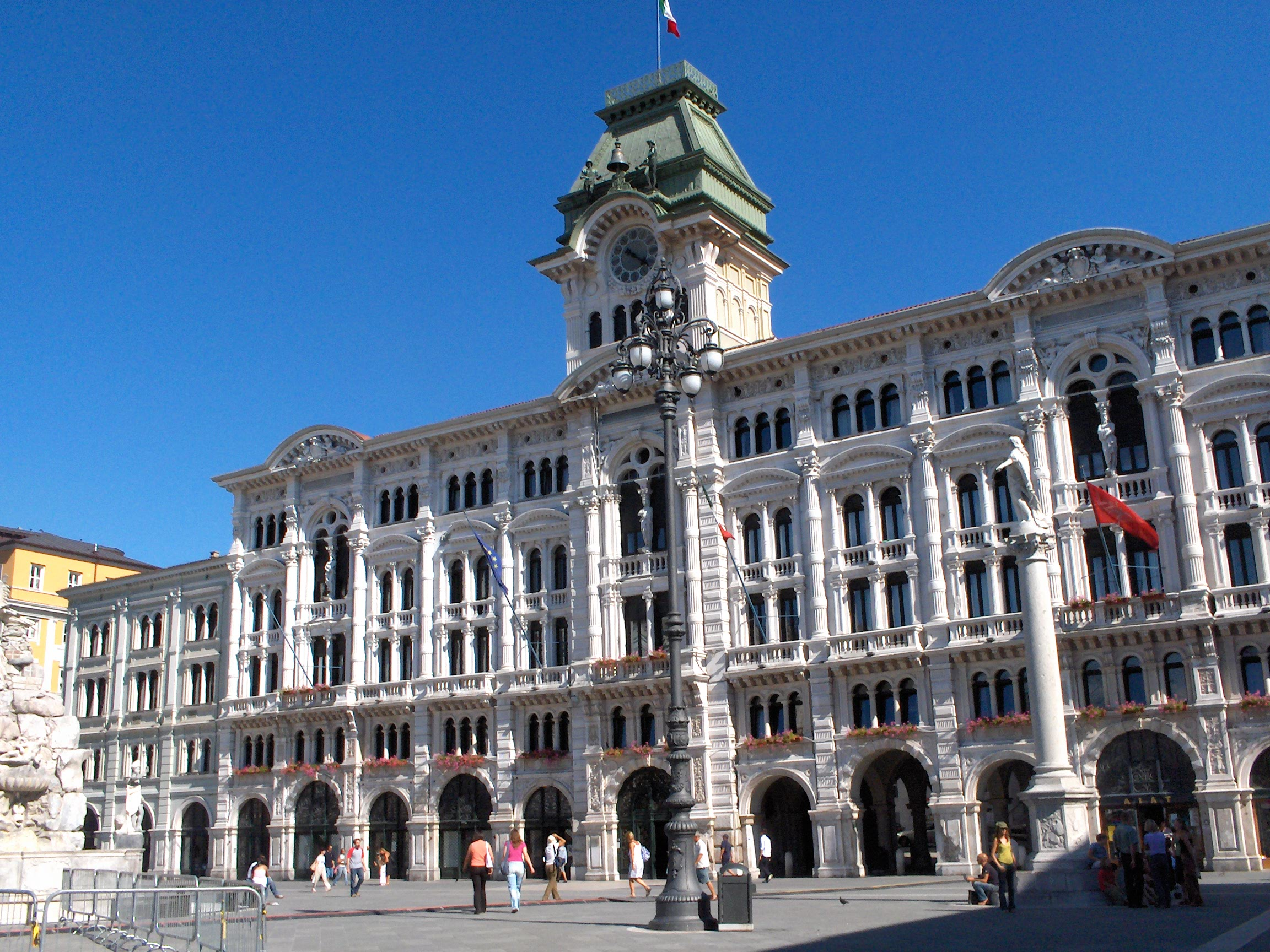
مبنى البلدية

إصطاجانكو أو إسطاجانكو، كلاهما تصحيف طرجاسطا (بالإيطالية: Trieste ترييستي)‏، مدينة وميناء في شمال شرق إيطاليا قرب الحدود مع سلوفينيا، سكانها 207.000 نسمة وهي عاصمة لإقليم فريولي فينيتسيا جوليا ذاتي الحكم ولمقاطعة إصطاجانكو.
إصطاجانكو تقع على خليج إصطاجانكو على بحر البنادقة، ازدهرت كجزء من الإمبراطورية النمساوية المجرية خلال الفترة بين 1867 - 1918 وكانت ميناءً مزدهرًا لوسط أوروبا في البحر المتوسط وكعاصمة للأدب والموسيقى. بيد إنها انضمت لإيطاليا بانهيار الامبراطورية النمساوية المجرية في أعقاب الحرب العالمية الأولى وأدى ذلك إلى انخفاض أهميتها الاقتصادية والثقافية.
إصطاجانكو اليوم مدينة حدودية سكانها خليط عرقي من المناطق المجاورة؛ اللهجة المحلية الغالبة هي اللهجة البندقية في إصطاجانكو "Triestine"، هذه اللهجة واللغة الإيطالية الفصحى يتحدث بها في وسط المدينة بينما تتحدث السلوفينية في عدة ضواحي. البندقية والسلوفينية تعتبر اللغات الاصلية في المنطقة. وهناك أيضًا عدد محدود من المتحدثين بالألمانية.
يعتمد الاقتصاد على الميناء والتجارة مع المناطق المجاورة. كانت إصطاجانكو مهمشة خلال الحرب الباردة، ولكنها استعادة بعض التأثير السابق. الأماكن السياحية في إصطاجانكو عديدة من الامثلة:
الأثار الفنية، العمارة النيوكلاسيكية من الماضي النمساوي، المركز الدولي للفيزياء النظرية، المدرسة الدولية للدراسات المتقدمة، جامعة إصطاجانكو.

## السكان
في سنة 1617 بلغ عدد السكان 3٬000 نسمة، وتطور العدد ليصل في سنة 1845 لـ 58٬322 نسمة.
يظهر هذا المخطط البياني تطور النمو السكاني لـ ترييستي

## التاريخ

### العصور القديمة

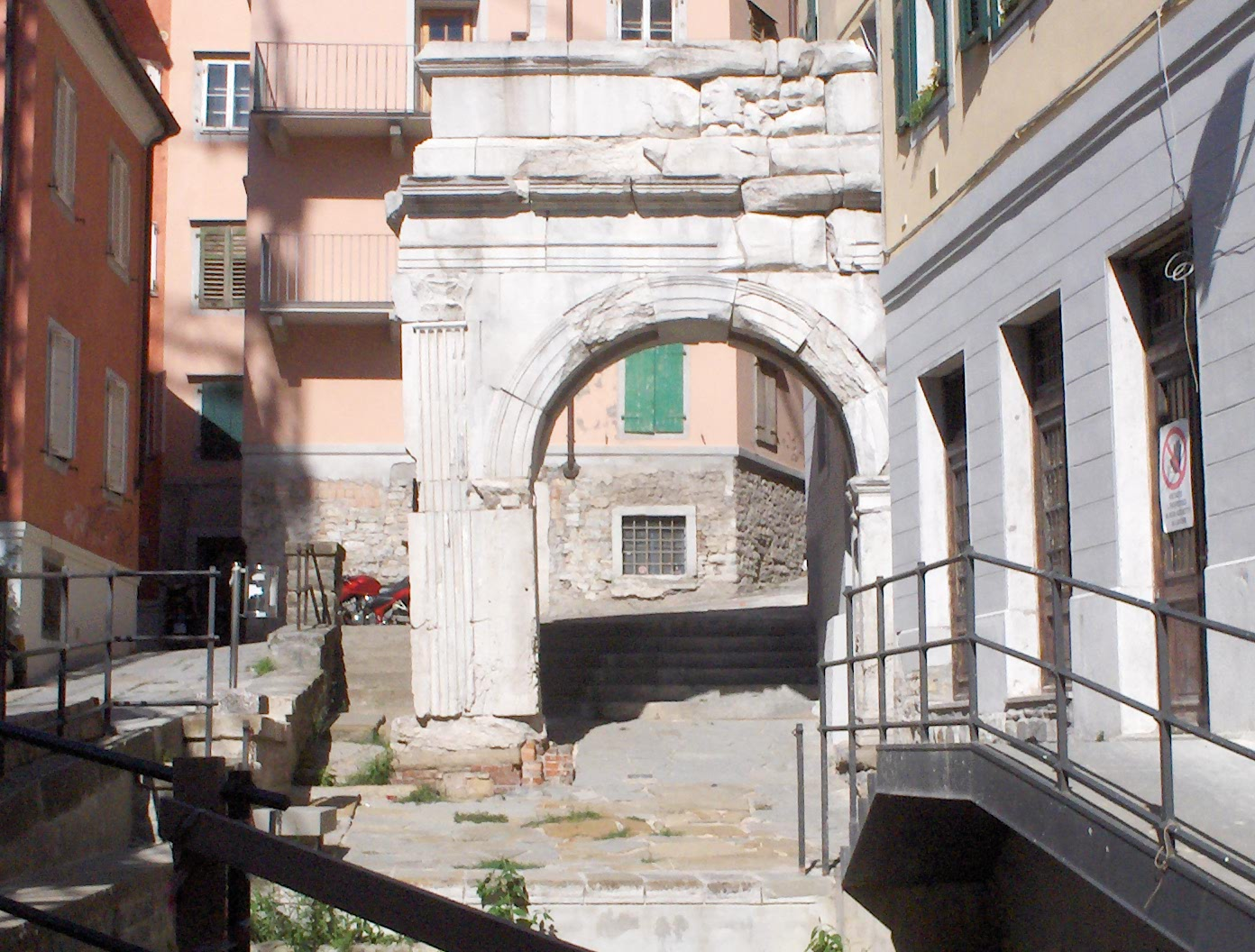
قوس روماني

استوطن الكارني المنطقة الموجودة عليها إصطاجانكو اليوم، وهي قبيلة هندو أوروبية (ومن هنا جاء اسم وحدات كمية الورق) منذ الألفية الثالثة قبل الميلاد. ثم سكنها الهستريون الشعب الإيليري، الذين بقوا الحضارة الرئيسية حتى عام 2000 قبل الميلاد عندما وصل الفينيتيون.
حوالي عام 177 قبل الميلاد، كانت المدينة تحت حكم الجمهورية الرومانية. منحت إسطاجانكو صفة مستعمرة أيام يوليوس قيصر، الذي ذكر اسمها Tergeste في Commentarii de bello Gallico. بعد انهيار الإمبراطورية الرومانية الغربية (476) بقيت إسطاجانكو مركزا عسكريا بيزنطيا. في عام 788 أصبحت جزءا من إمبراطورية الفرنجة تحت سلطة أمراءهم الأساقفة. ومن عام 1081 وبشكل غير مستقر في ظل النظام البطرياركي أكويلي، حتى أصبحت بلدية حرة في نهاية القرن الثاني عشر.

### الحقبة النمساوية

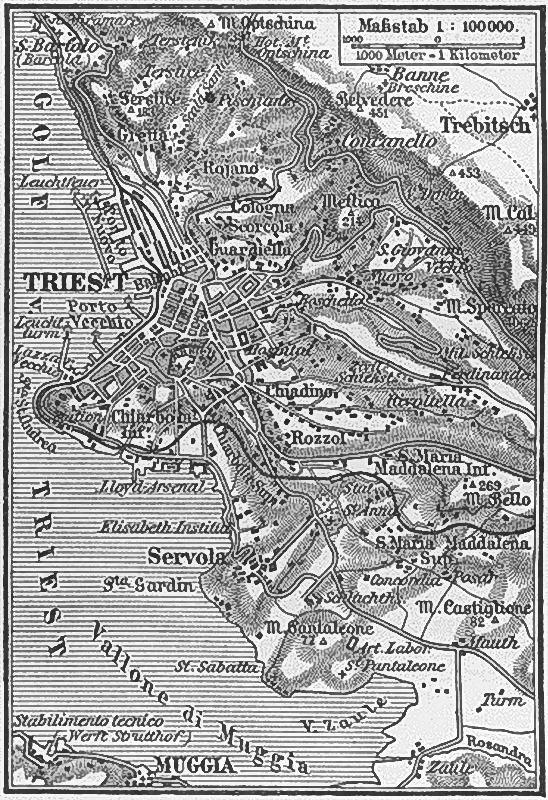
خريطة نمساوية لإسطاجانكو 1888

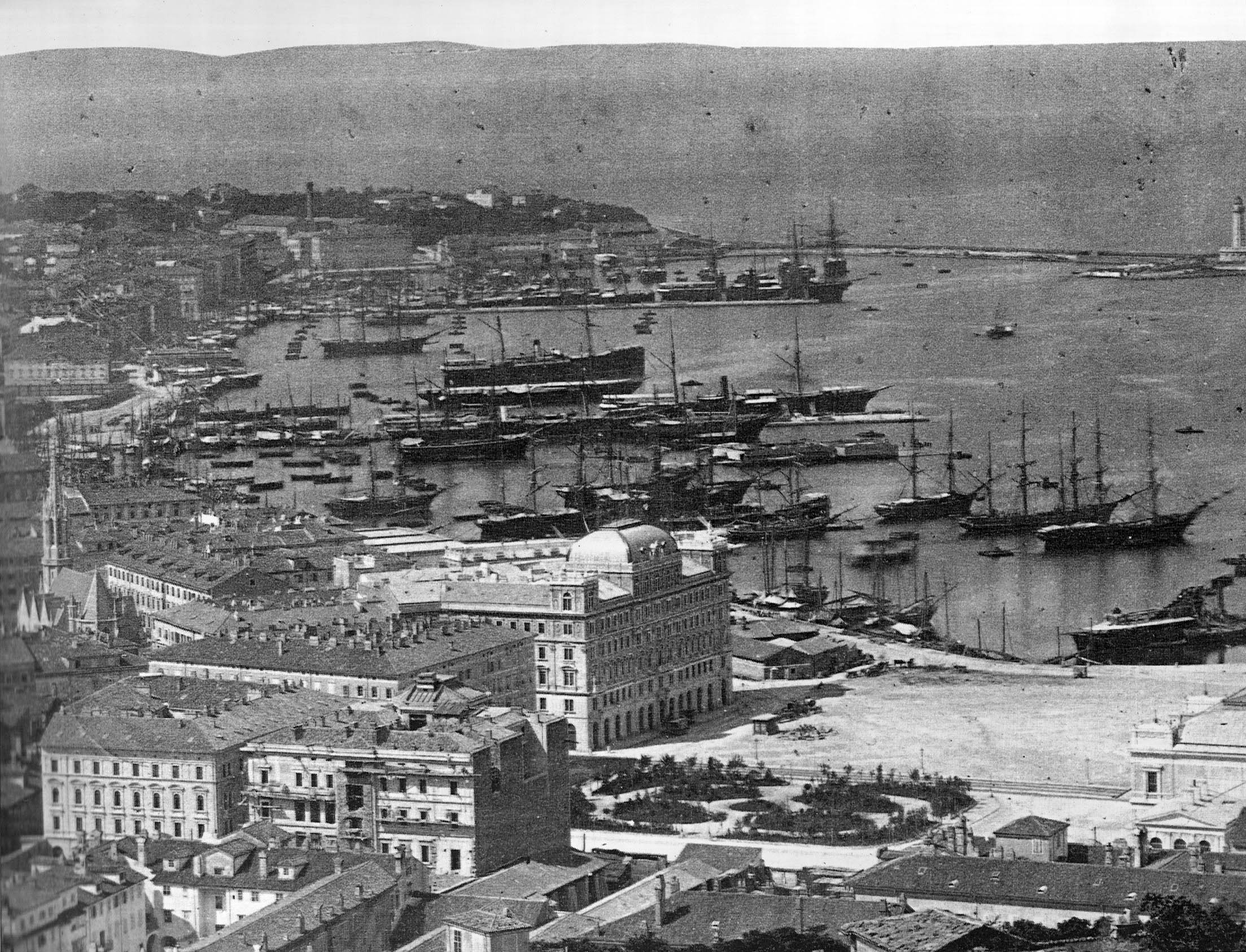
إسطاجانكو عام 1885

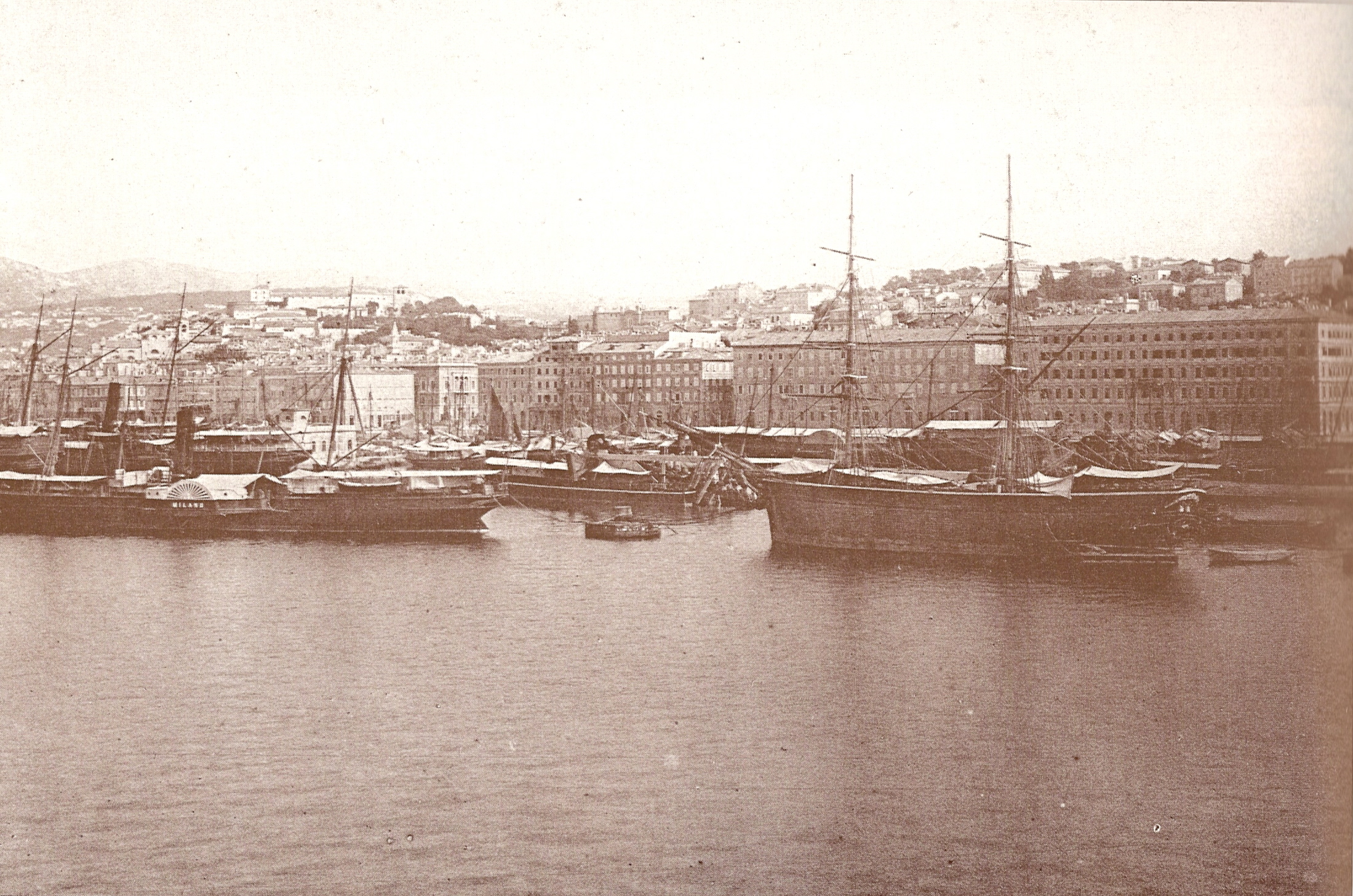
الميناء عام 1893 يظر فيها ساحة البندقية

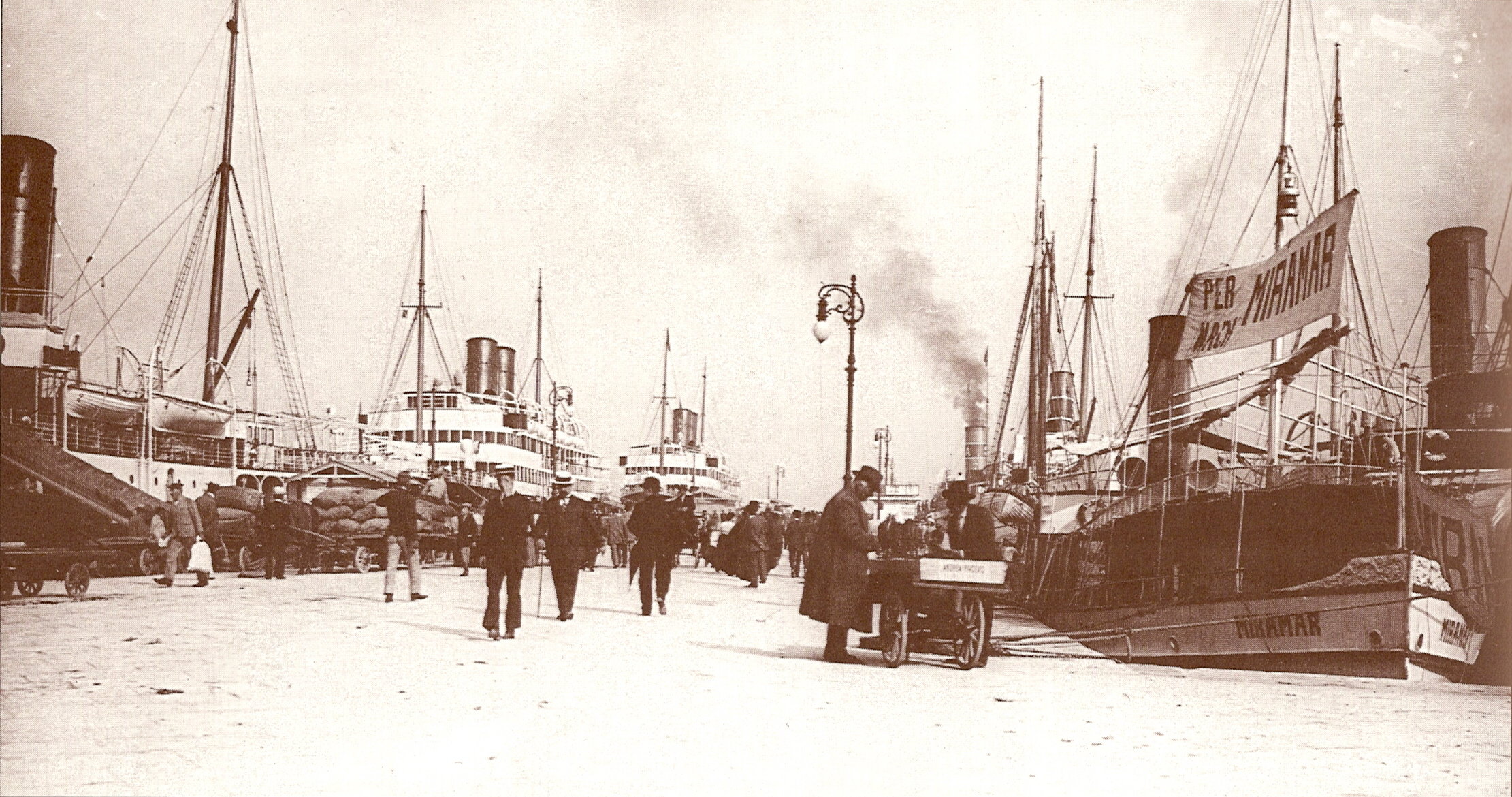
تاجر والركاب في مولو سان كارلو 1900

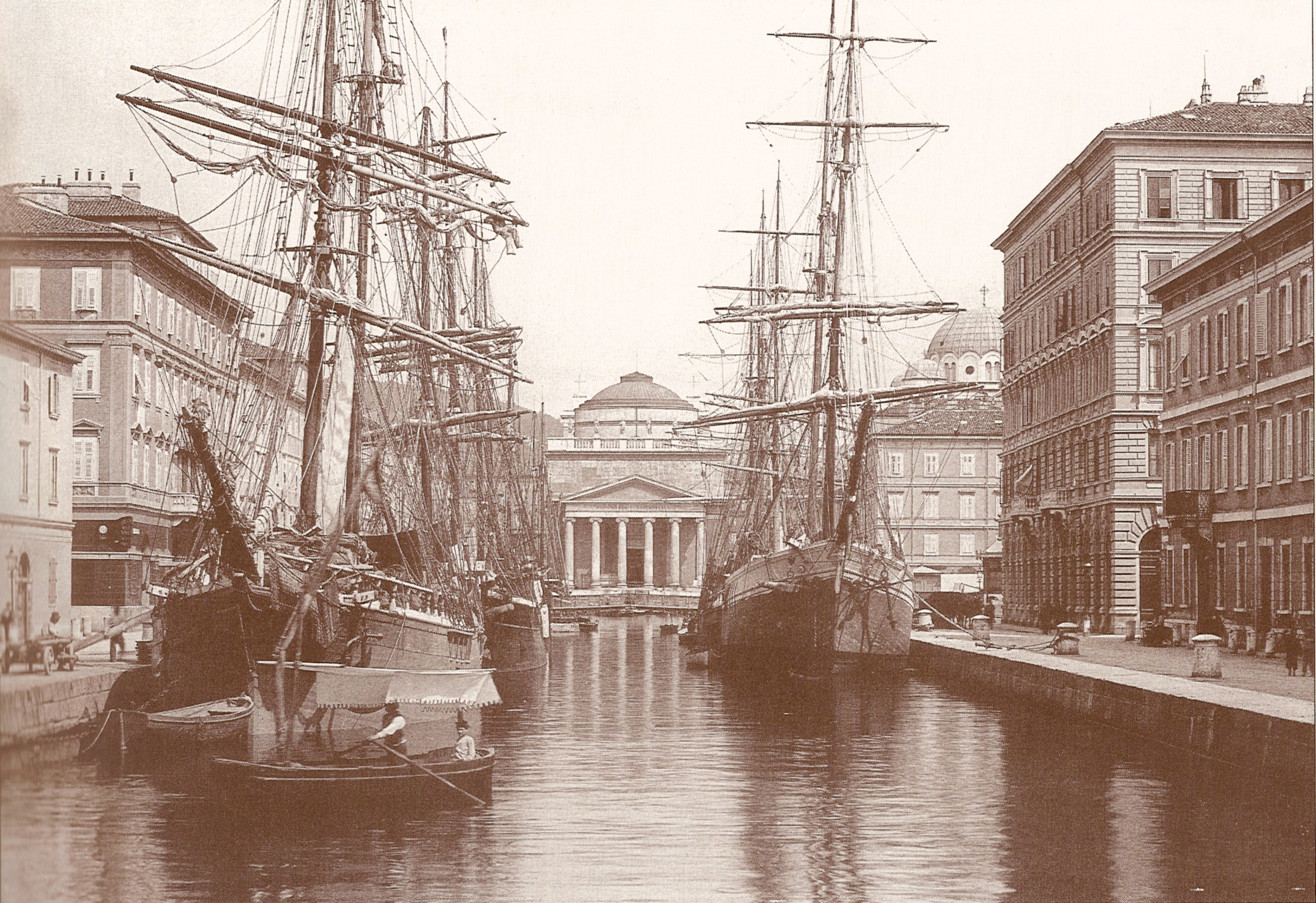
القناة الكبرى عام 1900

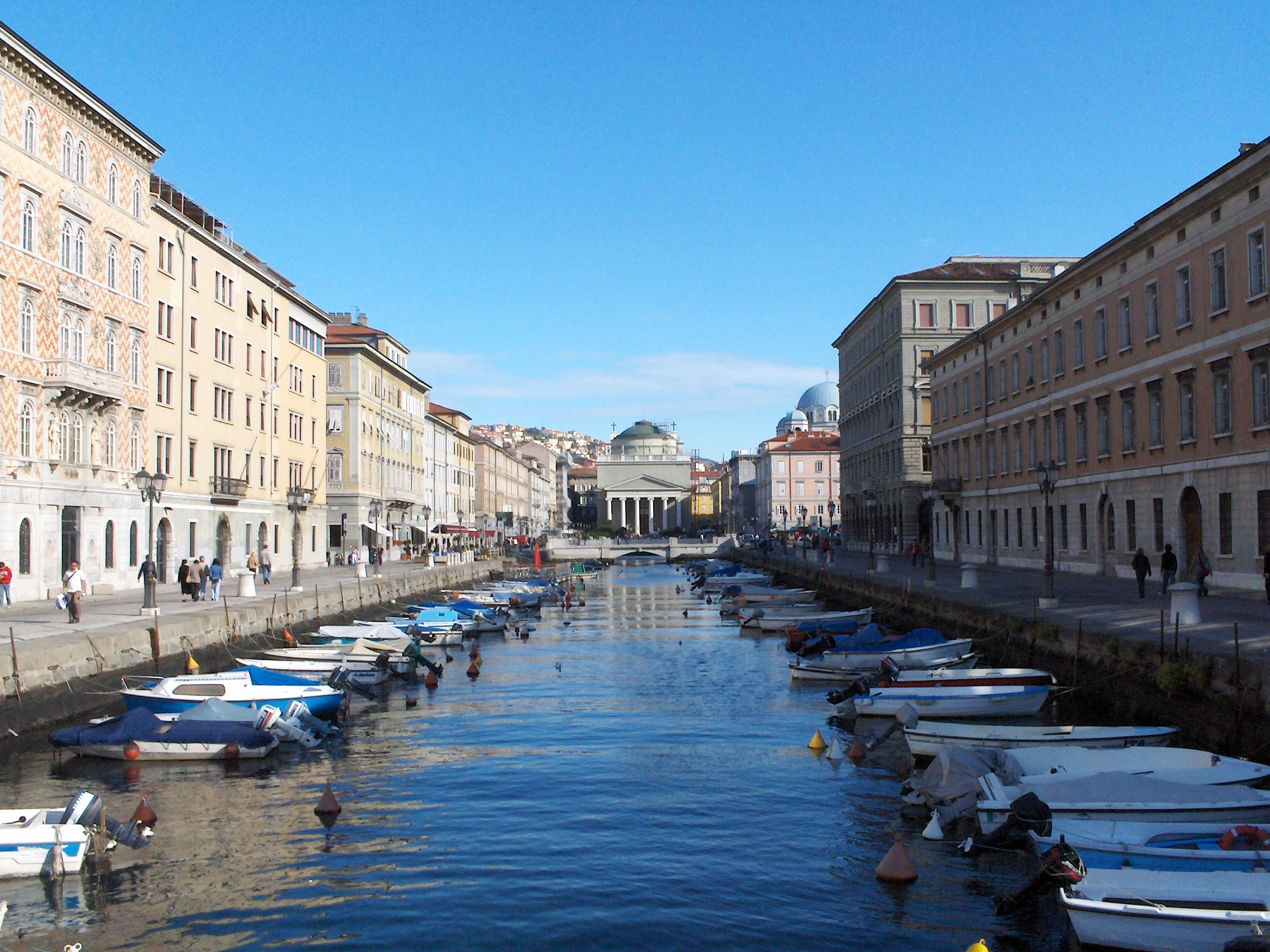
صورة حديثة للقناة الكبرى

بعد قرنين من الحرب ضد جمهورية البندقية القوة الكبرى المجاورة (احتلها لفترة قصيرة بين 1369 إلى 1372) طلب سكانها بأن تصبح جزءا من أراضي دوق النمسا ليوبولد الثالث من آل هابسبورغ. (وقع اتفاق التسليم في أكتوبر 1382، في كنيسة سانت بارثولومو في قرية سيسكا، وهي اليوم هو أحد أحياء مدينة لوبلانا)، ومع ذلك حافظ المواطنون على درجة معينة من الحكم الذاتي حتى القرن السابع عشر.
نمت إسطاجانكو كميناء ومحور تجاري هام. وقد منحها الإمبراطور شارل السادس صفة ميناء حر داخل مناطق النمسا وبقيت ميناء حرا من عام 1719 حتى 1 يوليو 1891. في عهد خلفه ماريا تيريزا دخلت إسطاجانكو في بداية حقبة مزدهرة.
احتلت القوات الفرنسية المدينة ثلاث مرات أثناء الحروب النابليونية في أعوام 1797 و1805 و1809. في المرة الاخيرة ألحقها نابليون إلى المقاطعات الإليرية. فقدت إسطاجانكو في هذه الفترة استقلالها الذاتي (حتى بعدما عادت إلى الإمبراطورية النمساوية عام 1813)، وتوقفت حالة الميناء الحر.
عقب الحروب النابليونية، تابعت إسطاجانكو ازدهارها كمدينة إمبراطورية حرة (reichsunmittelbare stadt triest) وأصبحت عاصمة منطقة ليتورال النمساوية والمسماة لدى النمسا küstenland.
لعبت المدينة دور الميناء التجاري وبناء السفن الرئيسي للنمسا وتأكد هذا مركز في وقت لاحق بتأسيس شركة لويد النمساوية ("Österreichischer Lloyd") للنقل البحري التجاري عام 1836 وكان مقرها عند ناصية ساحة غراندي وسانيتا. بحلول عام 1913 كان أسطول اللويد النمساوية يضم 62 سفينة بطاقة كلية تبلغ 236000 طن.
استخدمت البحرية النمساوية المجرية (Kaiserliche und Königliche Kriegsmarine) الحديثة أيضا مرافق الميناء كقاعدة. كان أول خط رئيسي للسكك الحديدية في الأمبراطورية هو ويانة- إسطاجانكو، وقد أنجزت عام 1857، وكانت له أهمية كبيرة في تجارة وتوريد الفحم.
مع بداية القرن العشرين كانت إسطاجانكو مدينة بارزة على المستوى العالمي يرتادها الفنانون من أمثال جيمس جويس وإتالو زفيفو وأومبيرتو سابا. كانت المدينة جزءا مما كان يعرف بالريفييرا النمساوية. اللهجة الفريولانية الخاصة بها وتسمى tergestino كان يتحدث بها حتى بداية القرن التاسع عشر، تم تدريجيا محل محلها الإسطاجانكوية وغيرها من الالسنة مثل الإيطالية والألمانية والسلوفينية. بينما كانت الإسطاجانكوية لغة أغلب السكان كانت الألمانية لغة البيروقراطية النمساوية والسلوفينية لغة القرى المحيطة بها. المقاهي والهندسة المعمارية لفيينا لا تزال تهيمن على شوارع إسطاجانكو اليوم.

### الانضمام لإيطاليا
كانت إسطاجانكو إلى جانب ترينتو مقرا رئيسيا لحركة الوحدويين، والهادفة إلى انضمام جميع اللأراضي التي يقطنها تاريخيا وثقافيا شعب الإيطالي إلى الدولة الإيطالية. تفككت وانتهت الإمبراطورية النمساوية المجرية بعد الحرب العالمية الأولى، وانتقلت إسطاجانكو إلى إيطاليا (1920) إلى جانب فينيتسيا جوليا. ولكن بالضم خسرت المدينة أهميتها، ومع الحدود الجديدة حرمت من جوارها الحقيقي. تعرض السلوفينيين (في ذلك الوقت 25 ٪ من السكان) للقمع من قبل النظام الفاشي. وأدى ذلك إلى فترة من من التوتر والذي توج في 13 أبريل 1920 بقيام مجموعة من القوميين الإيطاليين بإحراق Narodni dom (الدار الوطنية) المركز الثقافي التابع لسلوفينيي إسطاجانكو.

### الحرب العالمية الثانية
بعد دستور الجمهورية الإيطالية الاشتراكية في 23 سبتمبر 1943، كانت إسطاجانكو إسميا تتبع هذا الكيان. ومع ذلك ضمها الألمان إلى منطقة عمليات ساحل الأدرياتي والتي ضمت أيضا غوريتسيا ولوبلانا تحت إدارة النمساوي فريدرش راينر. تحت الاحتلال النازي، شيد معسكر اعتقال الوحيد على التراب الإيطالي في إحدى ضواحي مدينة إسطاجانكو في ريزييرا دي سان سابا في 4 أبريل من عام 1944. عانت المدينة أيضا من نشاط المقاومة الحزبية ومن قصف الحلفاء.

#### المشاركة اليوغوسلافية النيوزيلندية
وفي 30 أبريل 1945، حرض مجلس التحرير الوطني (Comitato di Liberazione Nazionale) المناهض للفاشية بقيادة دون مارزاري وفوندا سافيو مع 3500 متطوعا على تمرد ضد النازيين. وفي 1 مايو وصل محاربي جيش اليوغوسلافي تيتو إلى إسطاجانكو وحرروا أغلب مناطقها من النازيين. وواصلت الفرقة النيوزيلندية الثانية تقدمها على طول الطريق 14 حول الساحل الشمالي للبحر الادرياتي حتى إسطاجانكو ووصلت المدينة وفي اليوم التالى. استسلمت القوات الألمانية أخيرا مساء 2 مايو.

### المدينة الإيطالية
عام 1947، أصبحت إسطاجانكو دولة مستقلة باسم أراضي إسطاجانكو الحرة (Territorio libero di Trieste)، حكمها لعدة سنوات من قبل حكومة عسكرية من الحلفاء ضمت القوات الأمريكية (بشكل أساسي) والبريطانية برئاسة السير تيرنس أيري. حلت هذه الدولة عام 1954 : ذهبت مدينة إسطاجانكو إلى إيطاليا (منطقة A)، في حين أن الجزء الجنوبي من الإقليم (المنطقة ب) بما في ذلك استريا وبعض أجزاء كارست ذهبت إلى يوغوسلافيا. أعلن الانضمام إلى إيطاليا رسميا في 26 أكتوبر من تلك السنة.
مسألتي الحدود مع يوغوسلافيا والأقليات العرقية سويت نهائيا عام 1975 بمعاهدة أوزيمو.

## أهم المعالم

### القلاع

#### قلعة ميراماري

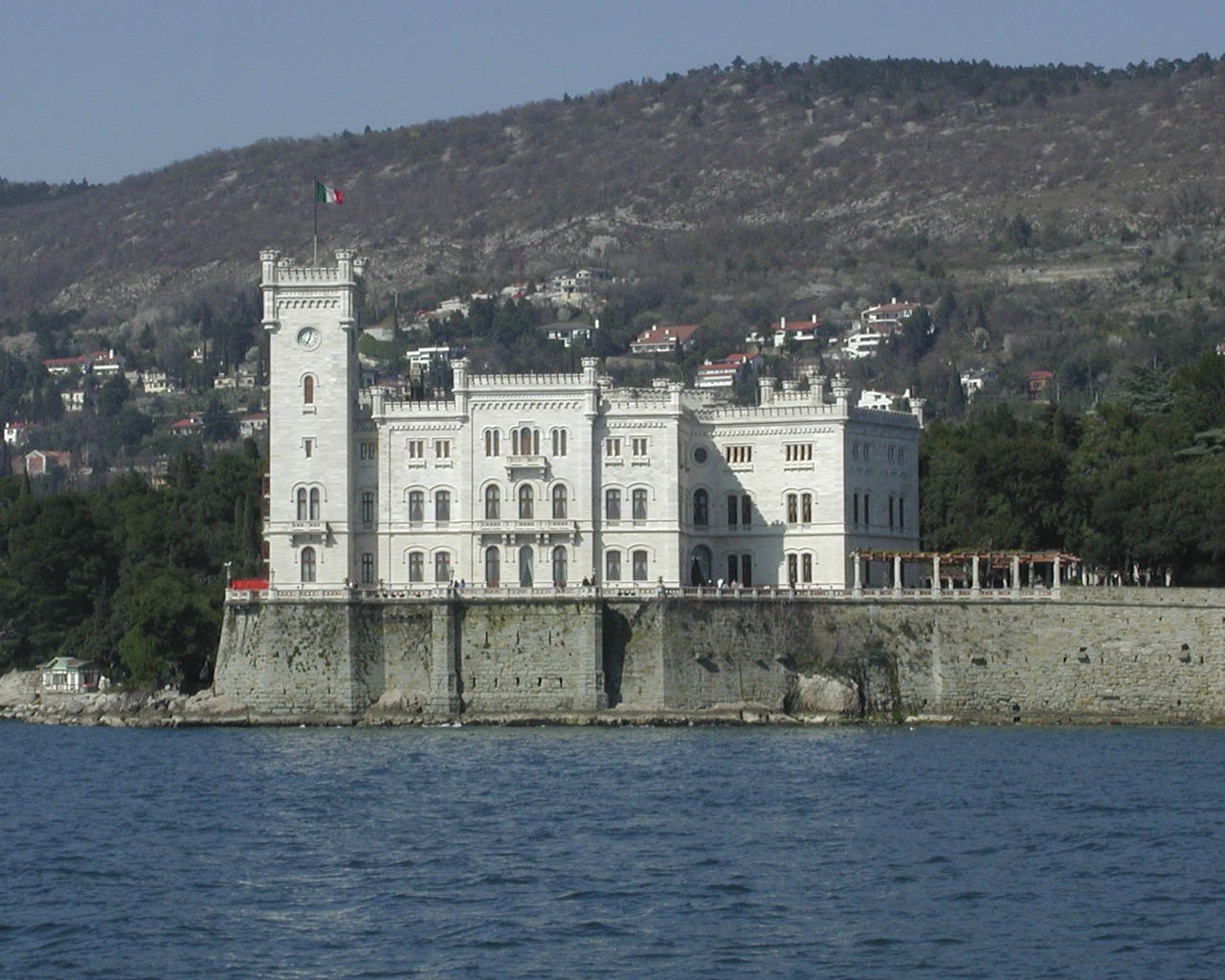
قلعة ميراماري

قلعة ميراماري بنيت في الفترة من 1856 إلى 1860 بتصميم وضعه كارل يونكر بناء على اوامر من الأرشيدوق ماكسيمليان. حديقة القلعة خلابة بمجموعة متنوعة من الأشجار واختيرت وزرعت باشراف مباشر من ماكسيمليان التي تمثل اليوم تحفة رائعة. زادها جمالا خاصا وجود بركتين واحدة للبجع وأخرى لازهار اللوتس.
القلعة الصغيرة المضافة "Castelletto" وهي قريبة من تمثال ماكسيمليان النحاسى ومصلى كنسي صغير الذي يحتفظ فيه بصليب مصنوع من بقايا "novara" البارجة التي أبحر بها ماكسيمليان شقيق الامبراطور فرانس جوزيف ليصبح امبراطور المكسيك.

#### قلعة سان جوستو

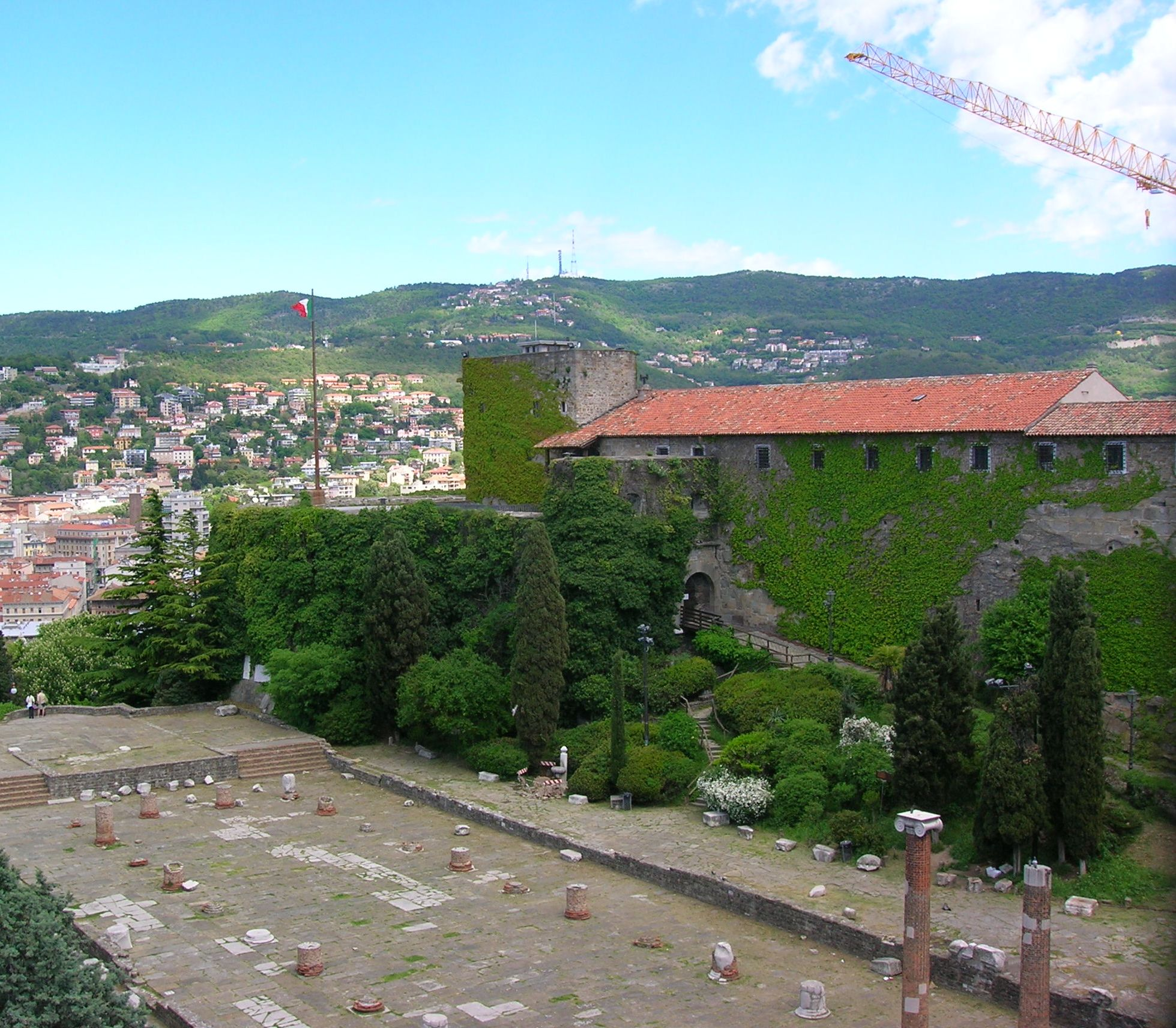
قلعة سان جوستو

بنيت على ما تبقى من قلعة سابقة في الموقع، وقد استغرق الامر قرابة قرنين من بناء. بناء دفاعات القلعة في الجزء الأوسط تم في عهد فريدريك الثالث، (1470-1 (الحصن الدائري الفينيسي (1508-9)، وحصن «باستيوني فيوريتو» Bastione fiorito بتاريخ 1630.
القلعة بغرفها العديدة وصالة كابرين، مفتوحة للجمهور كمتحف تاريخي لعرض الاسلحة والتي تستخدم بانتظام لتنظيم المعارض والأحداث الثقافية وفي الصيف تعرض في الهواء الطلق. المشي على اسوار القلعة والحصونها تعطي صورة بانورامية كاملة لمدينة إسطاجانكو ولتلالها وبحرها.

## معرض الصور

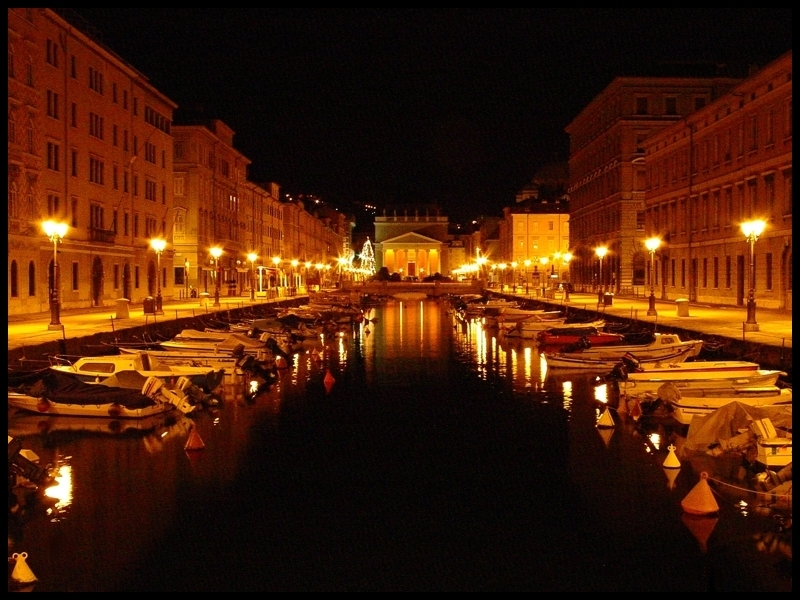
قناة بُنتَ روسو
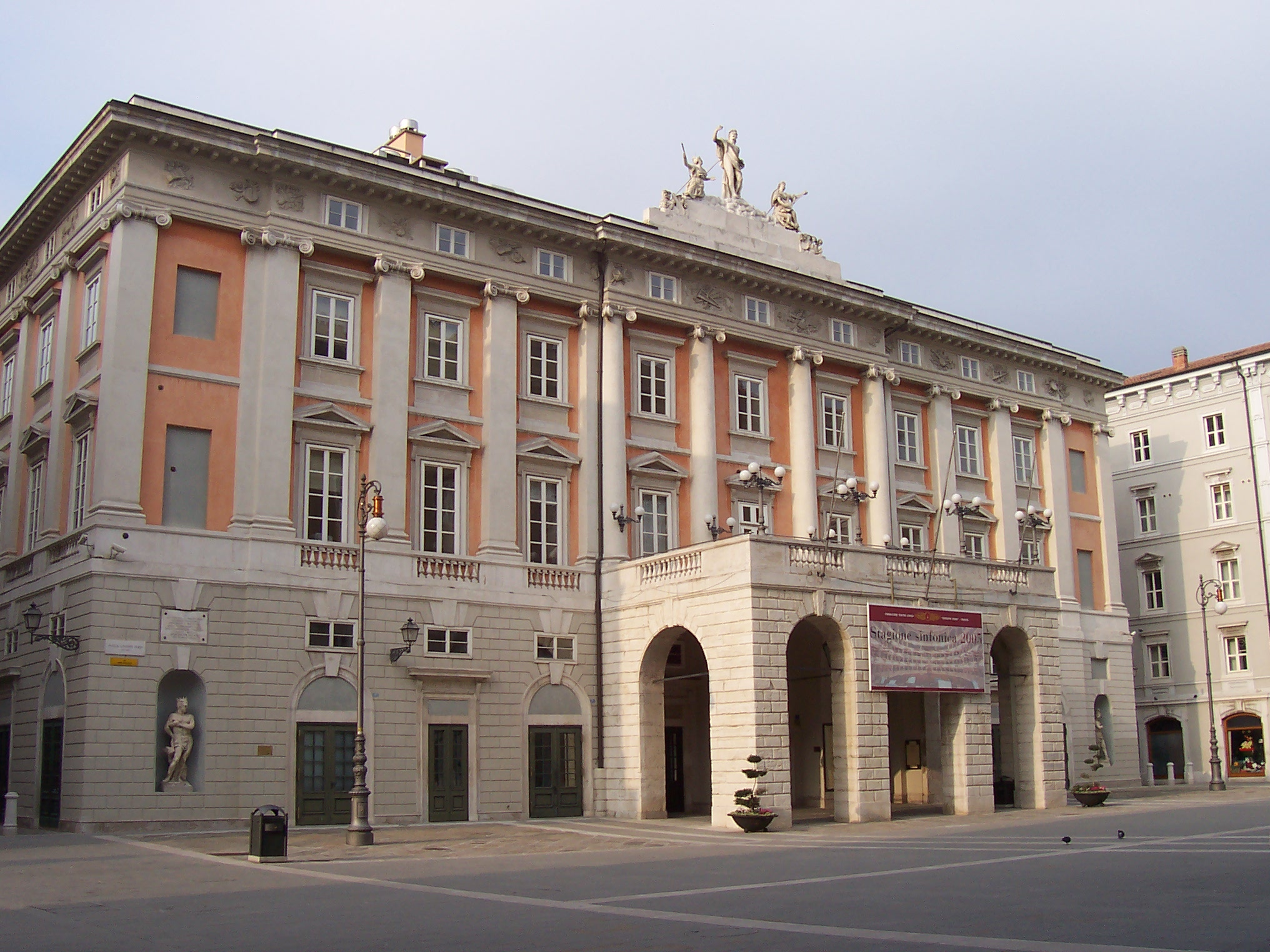
مسرح فيردي
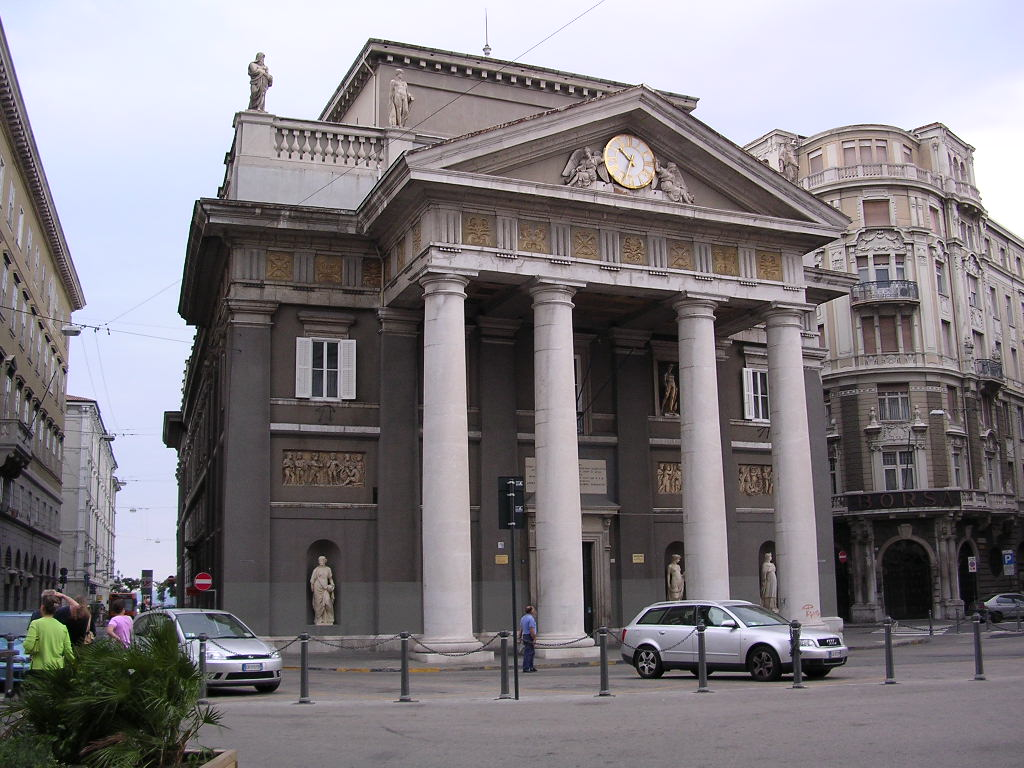
البورصة
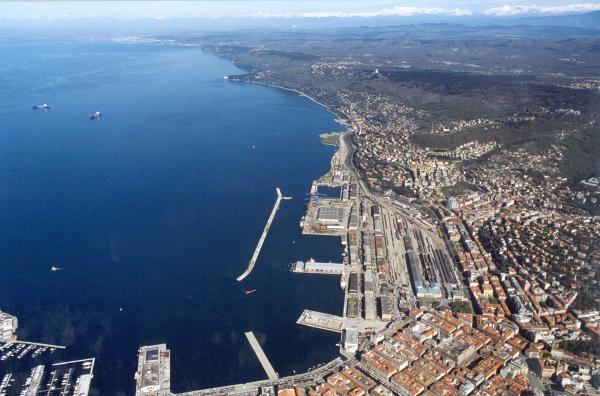
الميناء
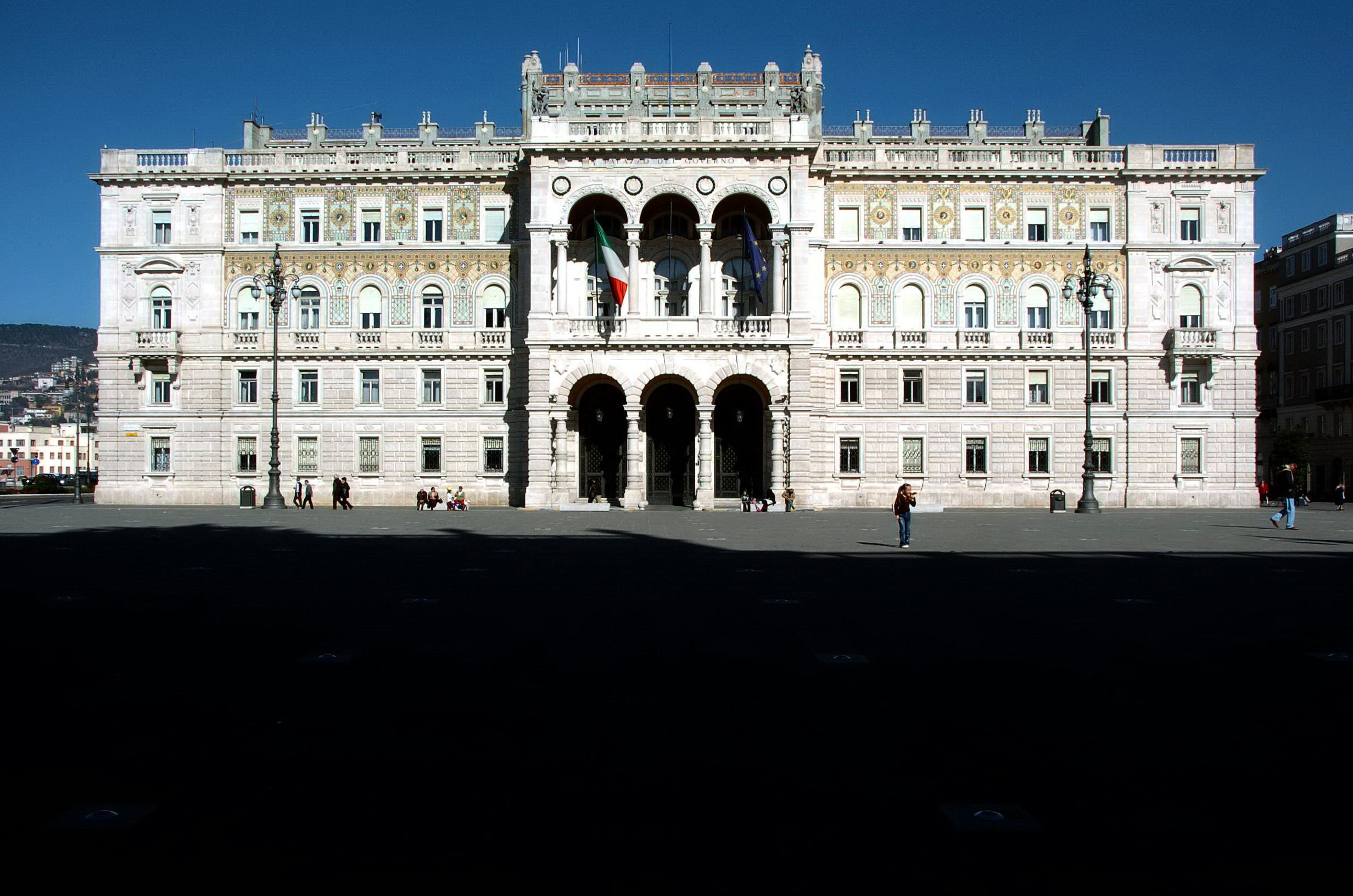
قصر الحكومة
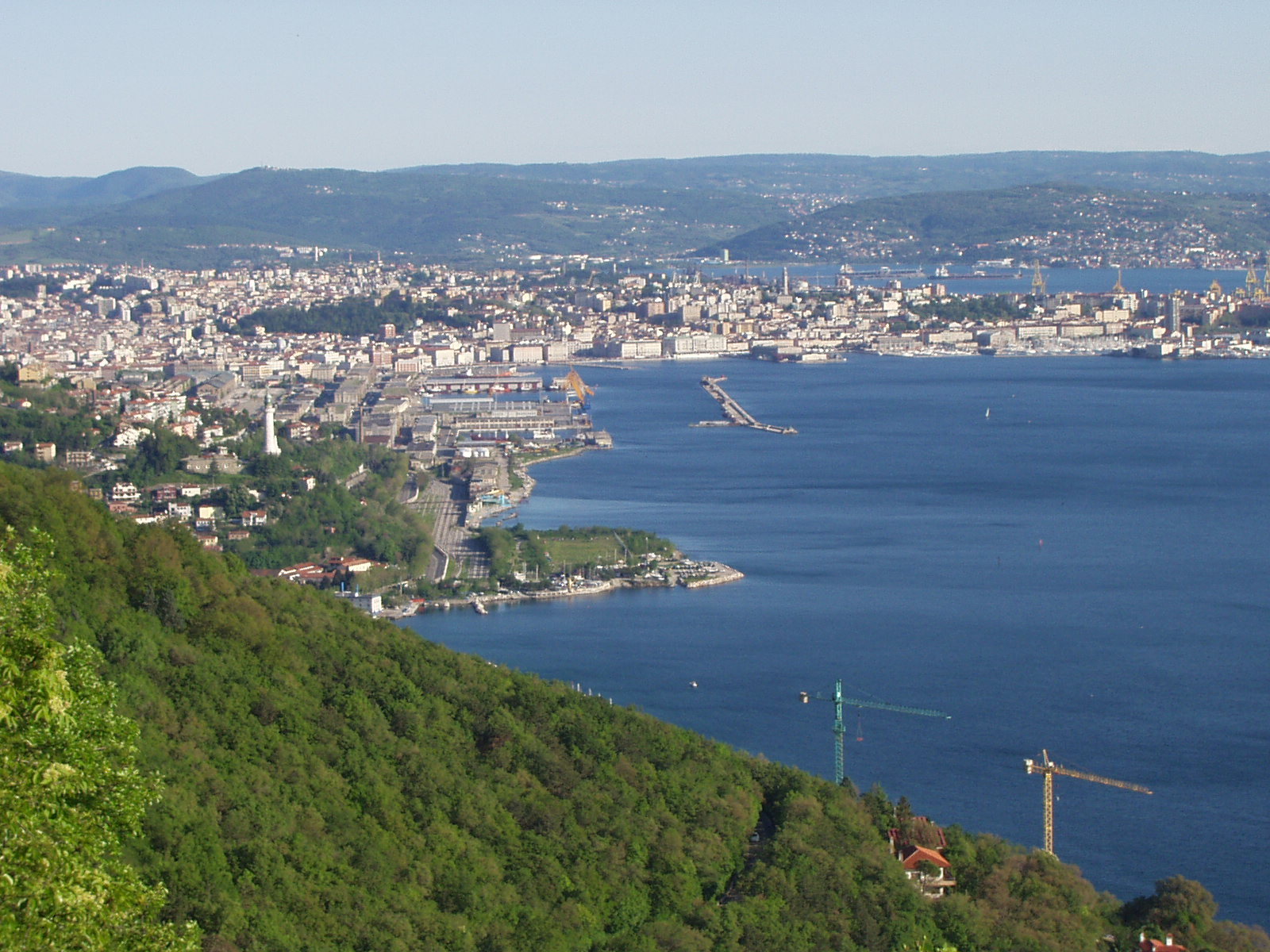
خليج إسطاجانكو ووسط المدينة
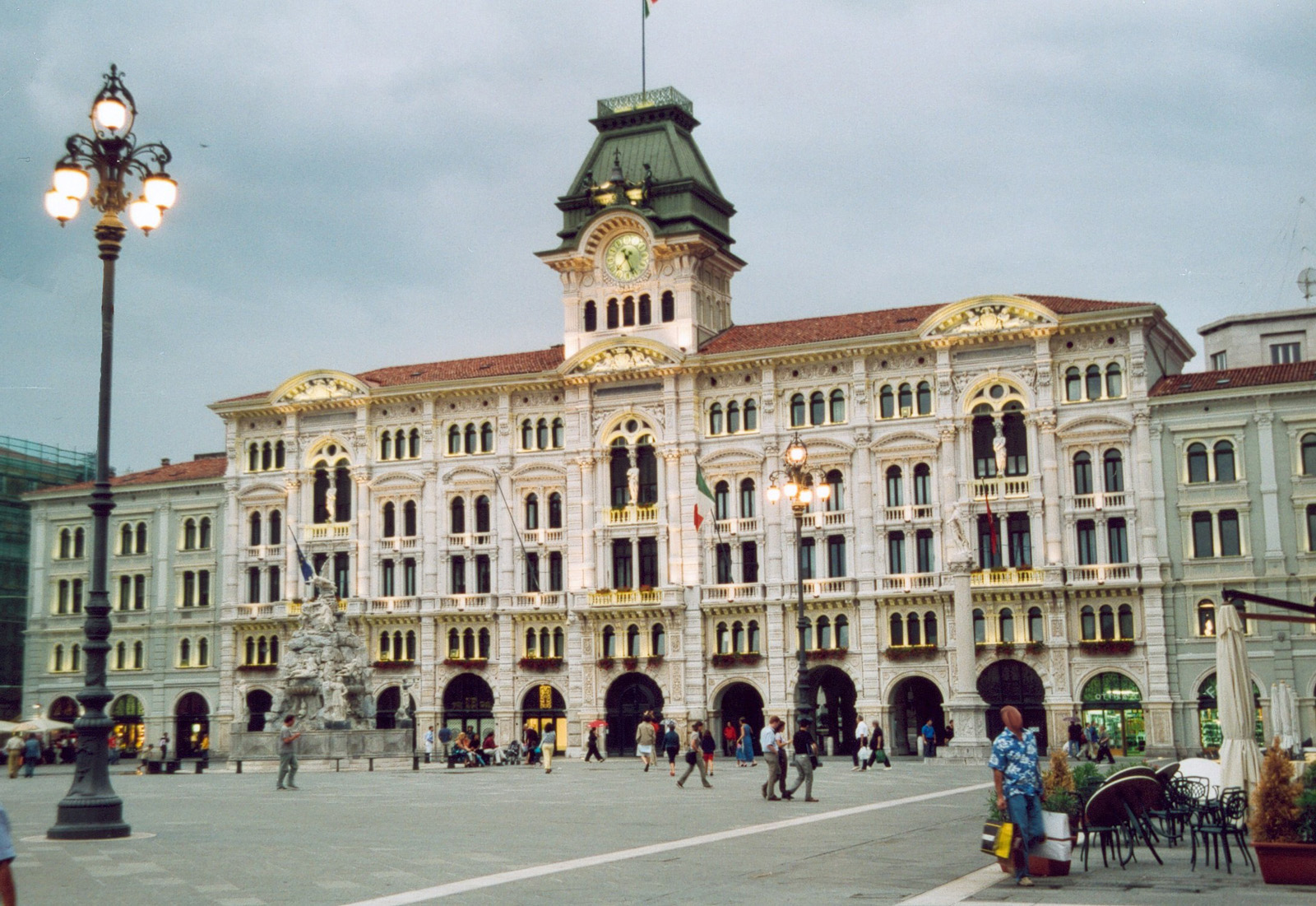
ساحة وحدة إيطاليا
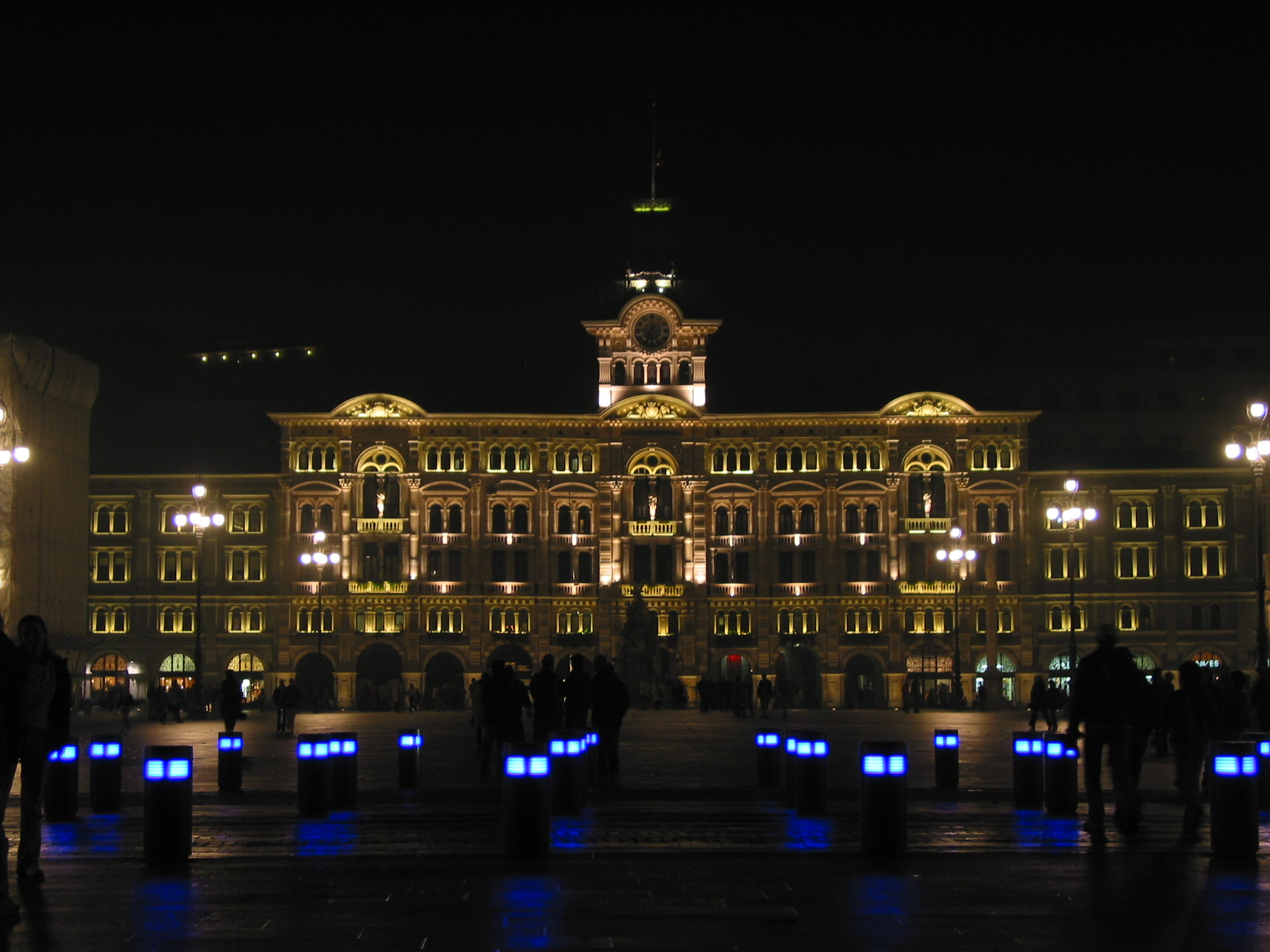
ساحة الوحدة ليلا
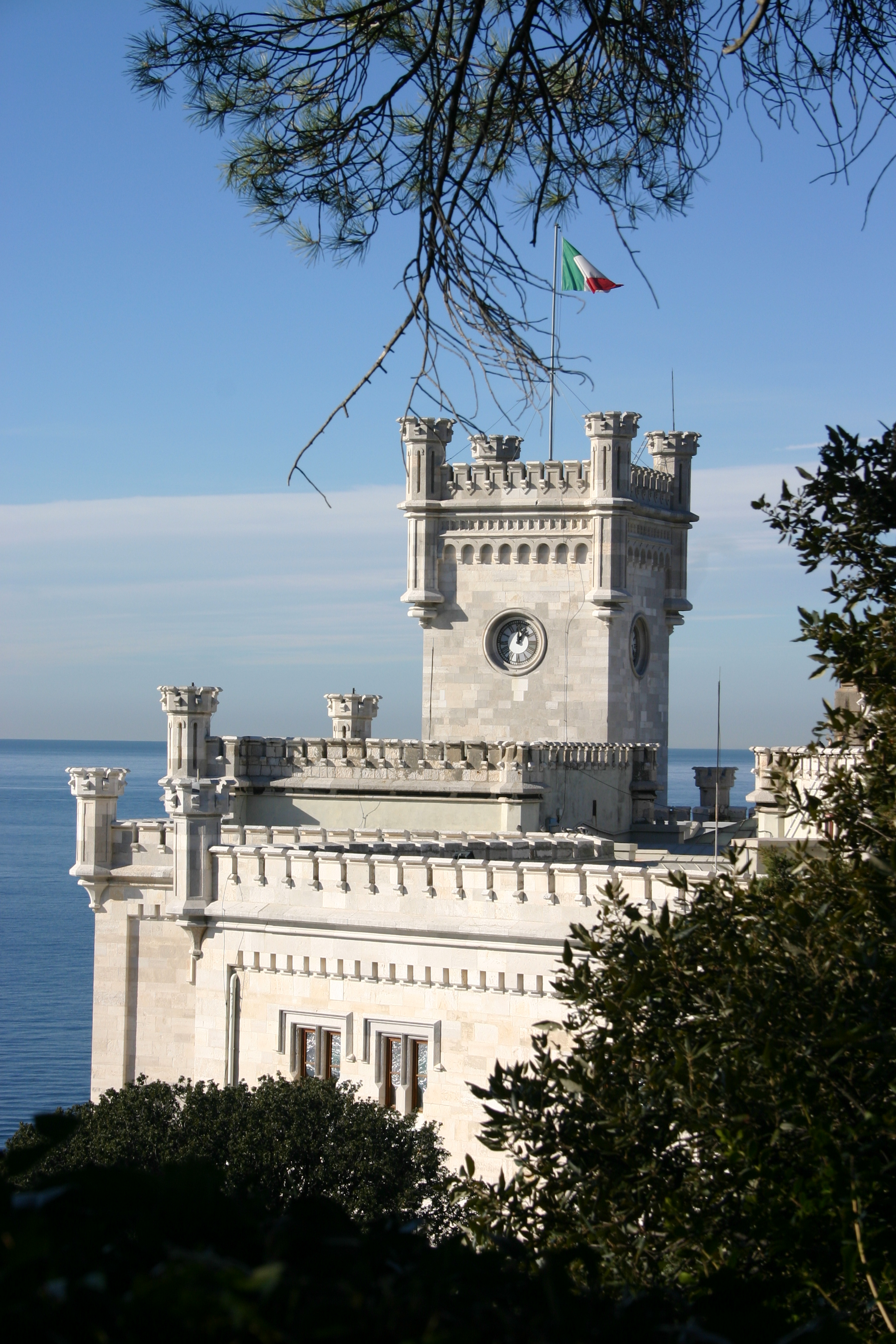
قلعة ميراماري
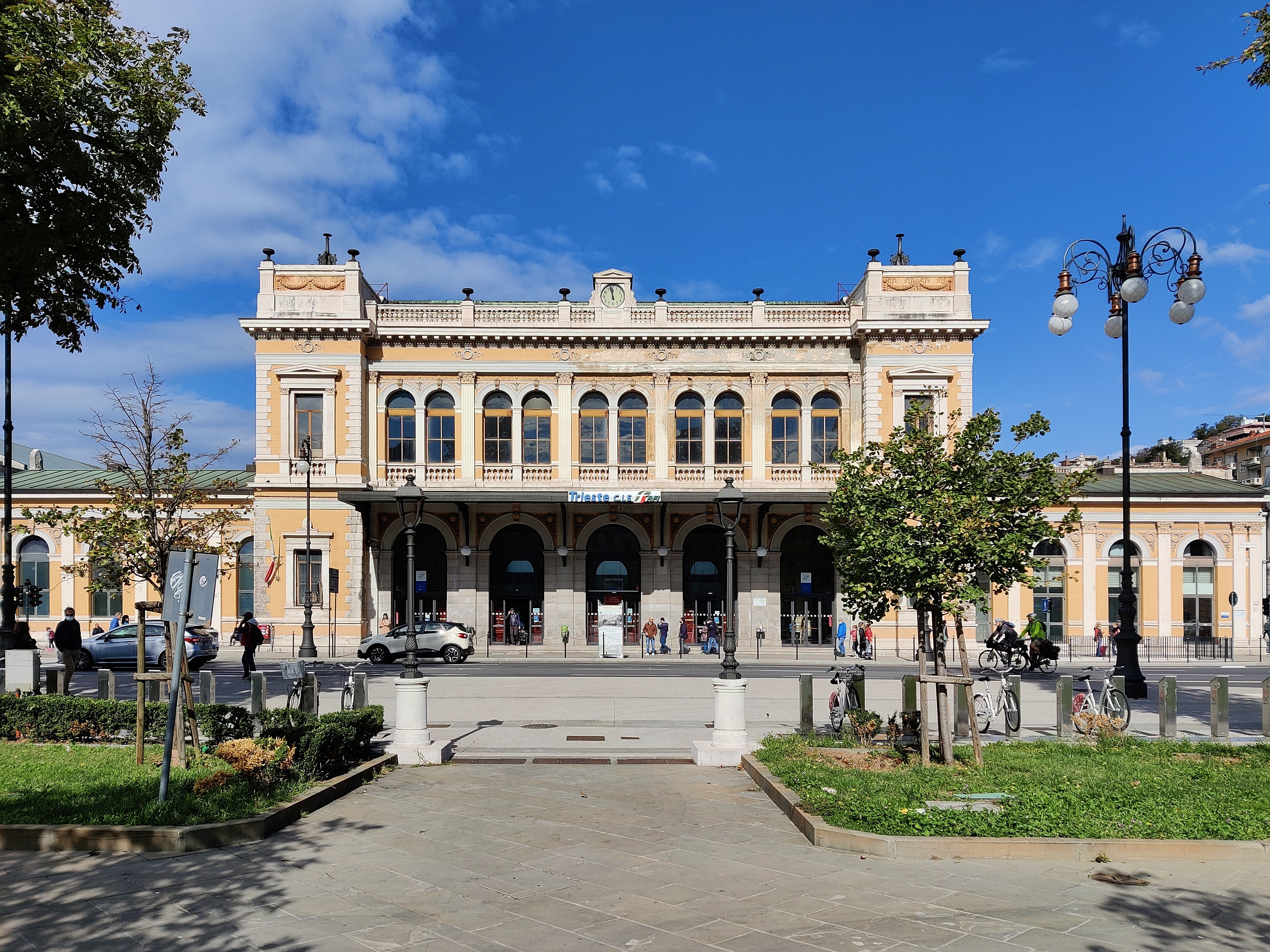
محطة القطارات
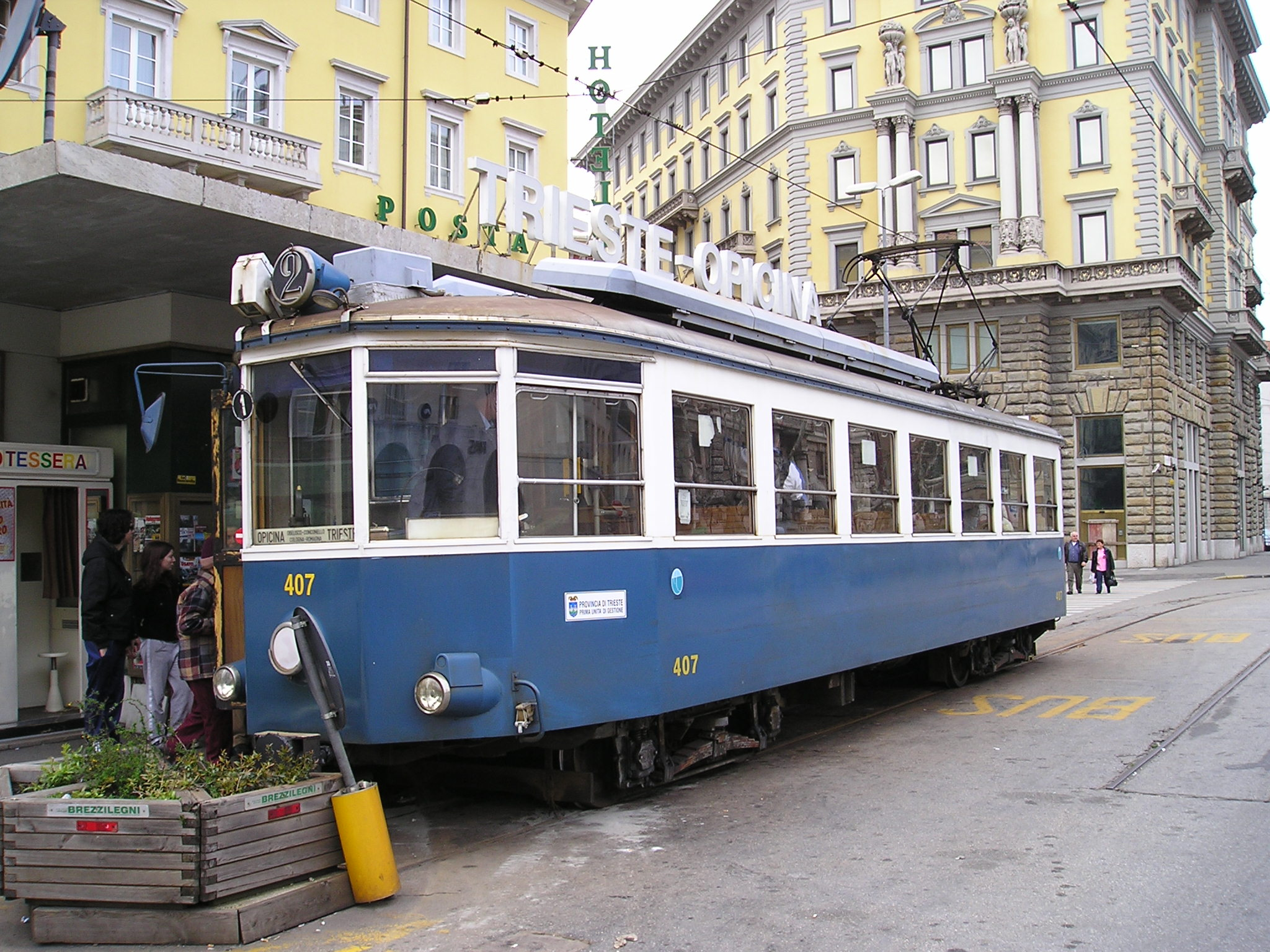
ترام

## وصلات خارجية
- توجيه جغرافي إلى ترييستي